# Маккиннон, Дункан
Дункан Миккиннон (англ. Duncan Mackinnon; 29 сентября 1887, Паддингтон, Великобритания — 9 октября 1917, Ипр, Бельгия) — британский гребец, чемпион летних Олимпийских игр.
На Играх 1908 в Лондоне Миккиннон входил в первый экипаж четвёрок Великобритании. Его команда, выиграв в полуфинале у Канады и у другой команды Великобритании в финале, заняла первое место и выиграла золотые медали.